# 41 Andromedae
41 Andromedae este o stea din constelația Andromeda.